# Lesupu
Lesupu ist eine osttimoresische Aldeia im Suco Purugua (Verwaltungsamt Cailaco, Gemeinde Bobonaro). 2015 lebten in der Aldeia 279 Menschen.

## Geographie
Lesupu bildet den Süden des Sucos Purugua. Nördlich liegt die Aldeia Heda. Im Nordwesten grenzt Lesupu an eine Exklave des Sucos Goulolo und im Süden an den Suco Atudara. Der Marobo bildet den östlichen, der Nunura den westlichen Grenzfluss Lesupus. Im Westen befindet sich das Verwaltungsamt Atabae und im Osten, jenseits des Marobos, das zur Gemeinde Ermera gehörende Verwaltungsamt Hatulia. Der Utobato, ein Zufluss des Nunura, bildet einen Teil der Nordgrenze von Lesupu. Weiter südlich fließt der Claola zum Nunura. Der Fluss Lesupu verläuft weiter südlich im Suco Atudara. Berge in der Aldeia sind unter anderem der Foho Nunuheli (142 m, Lage) und der Foho Ruutali (135 m, Lage).
Durch den Westen von Lesupu führt die Überlandstraße von Maliana nach Hatolia Vila. An ihr liegen die Orte Lesupu, Purugua, Heda und Aidabara-ebe (Aidabaraebe). Zwischen den einzelnen Ortschaften fließen kleine Wasserläufe, die von Brücken überquert werden. Im Zentrum und Osten von Lesupu fehlen größere Siedlungen.
Im Dorf Purugua befinden sich der Sitz des Sucos, eine Grundschule und die Kapelle São João Baptista de Purugua. Im Dorf Lesupu steht ein Hospital.

## Politik
2023 wurde Agapito Malu Tae zum Chefe de Aldeia gewählt.